# Циркумфикс
Ци́ркумфикс — аффикс, морфема, которая ставится в начале и в конце другой морфемы. Циркумфиксы контрастируют с префиксами, которые прибавляются к началу слова, суффиксами, которые добавляются в конец слова, и инфиксами, которые вставляются в середину слова. Циркумфиксы встречаются в малайском и грузинском языках, а также в немецком, нидерландском и древнеанглийском.

## Примеры
Для русского языка циркумфиксы нетипичны, но однако могут использоваться для образования некоторых глаголов и существительных. Например, рас- -ся и до- -ся. Первый имеет значение: «начать, что-то делать, потом делать это всё интенсивней и интенсивней и довести действие до высокой степени» (например, расшумелся, разгореться). Второй имеет значение: «делать что-то, и получить отрицательный результат» (например, добегался, доигрался). Ряд глаголов, обозначающих действие, совершаемое в отношении какого-либо объекта, образованы от имени существительного: обез-лич-и-ть, обез-вред-и-ть. В редких случаях таким способом образуются существительные: под-берёз-овик, па-сын-ок. В русском языке нет циркумфиксов, которые не состояли бы из отдельных аффиксов.
Циркумфиксы распространены в причастии прошедшего времени немецкого языка (ge- -t для регулярных глаголов). Глагол spielen, играть, например, имеет в причастии прошедшего времени вид gespielt. Нидерландский язык имеет подобную систему (см. напр. spelen — gespeeld).
В древнеанглийском причастие настоящего времени формировалось с помощью циркумфикса a- -ing: Gather ye rosebuds while ye may,// Old time is still a-flying (Роберт Херрик).
В большинстве североафриканских и некоторых левантийских диалектах арабского языка, циркумфиксом является отрицательная глагольная частица ma- -š, которая «окружает» глагол вместе со всеми префиксными и суффиксальными переходными и непереходными местоимениями. Например, в египетском арабском фраза битгибуhум-лаhа («Ты приносишь их ей») получает отрицание в виде ма-битгибуhум-лаhāш («Ты не приносишь их ей»).
Некоторые лингвисты считают, что в японском языке о- -ни нару и о- -суру являются циркумфиксами, выражающими почтение; например, ёму («читать») → о-ёми-ни нару (уважительно), о-ёми суру (скромно).
В берберских языках женский род маркирован циркумфиксом т- -т. Слово афус («рука») становится тафуст. В кабильском языке, θисслиθ происходит из слова иссли («жених»).
Отрицание в будущем времени в языке гуарани также происходит с помощью циркумфиксов нд- -и и нд- -мо'ãи.
В венгерском языке превосходная степень формируется из циркумфикса leg- -bb. Например, в слове legnagyobb, «самый большой», корень слова nagy («большой») и циркумфикс leg- -bb.
В керекском языке абессив выражается циркумфиксом а- -ка: а-чичи-ка — «без иглы», где чичи — «игла».